# Бірюков Олексій Петрович
Олексій Петрович Бірюков (нар. 13 березня 1917, Кадіївка — пом. 4 липня 1996, Кадіївка) — український скульптор; член Спілки радянських художників України з 1962 року.

## Біографія
Народився 13 березня 1917 року в місті Кадіївці (тепер Луганська область, Україна). У 1932—1937 роках навчався у Ворошиловградському художньому училищі (педагог Василь Федченко); у 1938—1940 роках — в Інституті живопису, скульптури й архітектури імені І. Ю. Рєпіна Академії мистецтв СРСР в Ленінграді. Брав участь у німецько-радянській війні.
Після закіннчення війни, у 1946—1950 роках навчався у Академії мистецтв Латвійської РСР в Ризі (педагог Теодор Залькалнс; дипломна робота — фігура Максима Горького, керівник Карліс Земдега). Брав участь у виставках з 1952 року.
З 1950-х років і до смерті працював скульптором у Стахановському відділенні Луганського художньо-виробничого комбінату. У 1960–1970-х роках був керівником Стахановської міської організації Товариства охорони пам'яток історії та культури України. Проживав у Кадіївці в будинку на вулиці Леніна, 1, квартира 22. Помер в Кадіївці 4 липня 1996 року.

## Творчість
Працював в галузі станкової та монументальної скульптури. Основна тематика — Друга світова війна, праця. Твори:
- «Пісня» (1946, фарфорова статуетка);
- «Дівчина, яка збирає гриби» (1947, фарфорова статуетка)
- «Відновлення Донбасу» (1947, гіпсовий барельєф);
- «Врубмашиністи» (1947, гіпсовий барельєф);
- проєкт пам'ятника радянським воїнам, полеглим під час німецько-радянської війни у Ризі (1948, гіпс; друга премія на конкурсі Ради Міністрів Латвійської РСР; Ризький музей архітектури);
- «Робітник» (1952, залізобетон);
- портрет гірничого майстра П. Бірюкова (1954, у співавторстві з В. Дядичевим);
- «В. І. Ленін» (1957, залізобетон; у співавторстві з В. Дядичевим);
- групи «Мир» для фонтана (1959, залізобетон);
- «В. І. Ленін» (1961, у співавторстві з В. Федченком, Г. Смєшним, І. Чумаком);
- «Шахтар» (1963, склопластикова статуетка);
- монумент «Вічна слава героям Жовтневої революції» на площі Революції у Луганську (1963, у співавторстві з В. Федченком та Г. Смєшним);
- обеліск до 20-річчя перемоги над німецько-фашистськими загарбниками у Другій світовій війні у Кадіївці (1965);
- портрет шахтаря І. Чеснокова на шахті імені Чеснокова, тресту «Кадіїввугілля», Кадіївка (1966);

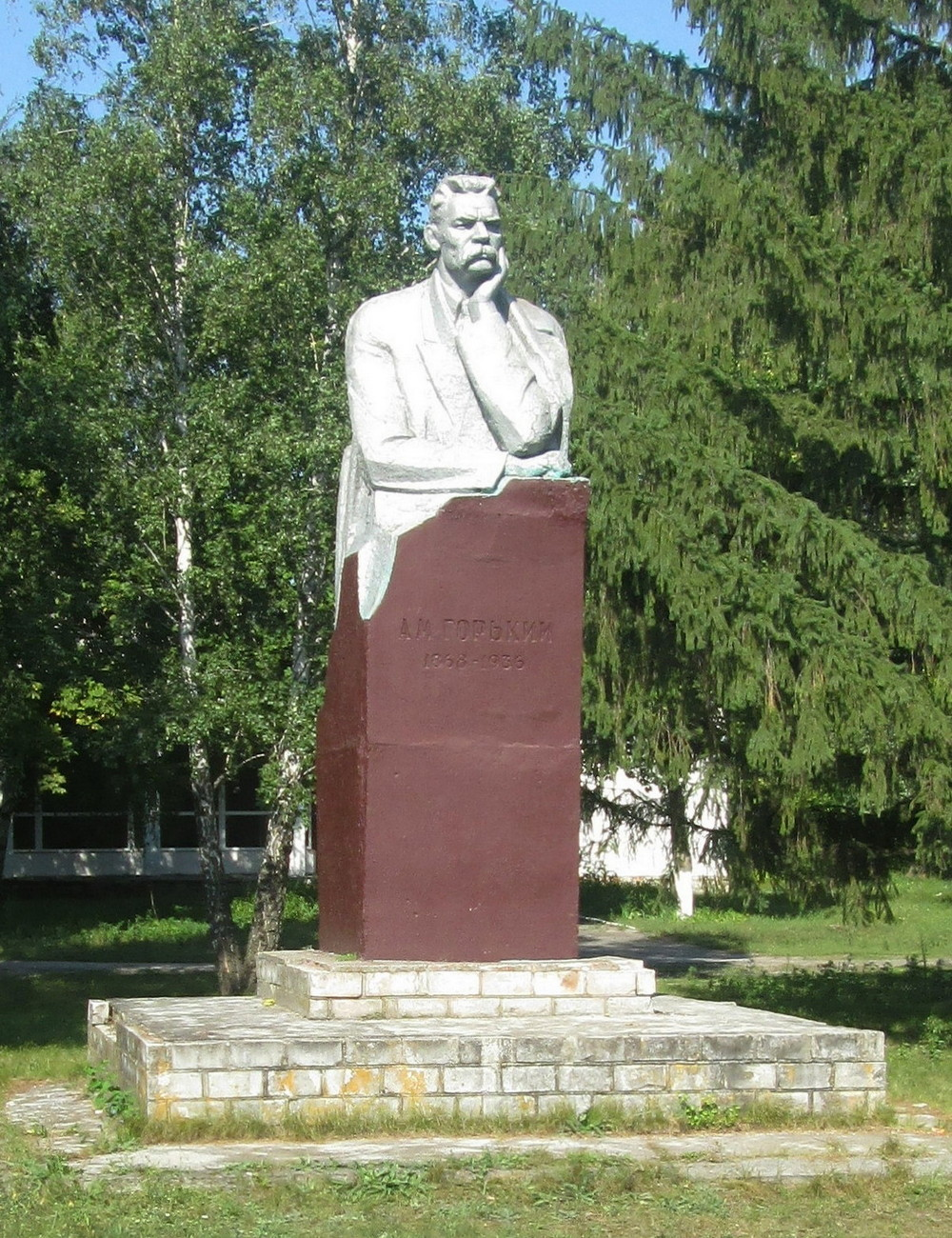
пам'ятник Максиму Горькому у Верхній Мануйлівці.

- пам'ятник М. Горькому в селі Верхній Мануйлівці Полтавської області (1968).

Брав участь у створенні монументів:
- «Першовідкривач Донбасу Г. Г. Капустін» (1960, залізобетон, Лисичанськ);
- «Вічний вогонь» (1963, граніт, залізобетон, Луганськ).